# 石湾镇街道
石湾镇街道位于中华人民共和国广东省佛山市禅城区东南部，禅城区委、区政府所在地，是佛山市中心城区的重要组成部分。东与南海区接壤，南至东平河，西、北面分别与南庄镇和张槎、祖庙街道为邻。2021年辖28个社区、11个行政村，有57个自然村。辖区总面积28.32平方千米。常住人口38.4万人，户籍人口21.78万人。石湾交通发达，季华路、魁奇路、佛山大道、汾江路、文华路、南海大道等主干道贯境而过，在营、在建、规划中的地铁1～6号线均覆盖石湾。辖区有佛山市第一人民医院（中山大学附属佛山医院）、佛山市禅城中心医院（现为“佛山复星禅诚医院”）2家三甲医院，环湖小学、城南小学、实验小学、华英中学、二中、三中等优质学校，以及大雾岗森林公园、亚艺公园、文华公园、石湾公园、半月岛湿地公园等大型公园。石湾经济发达，拥有陶瓷、不锈钢两大传统支柱产业。近年来，泛家居、陶文商旅、大汽贸、大健康、大数据、泛金融等产业快速发展，成为了石湾经济发展的重要推动力。

## 行政区划
现辖：
澜石社区、惠景社区、玫瑰社区、福华社区、绿景社区、金子苑社区、金澜社区、季华社区、平远社区、环湖社区、丽银社区、怡景社区、丽豪社区、湖景社区、榴苑社区、三友社区、红卫社区、忠信社区、和平社区、莲峰社区、劳动社区、鸿翔社区、文华社区、河宕村、番村、塘头村、沙岗村、里水村、深村、石头村、石梁村、湾华村、鄱阳村、奇槎村和黎冲村。

## 特产
石湾玉冰烧酒：中国地理标志产品。

## 陶瓷

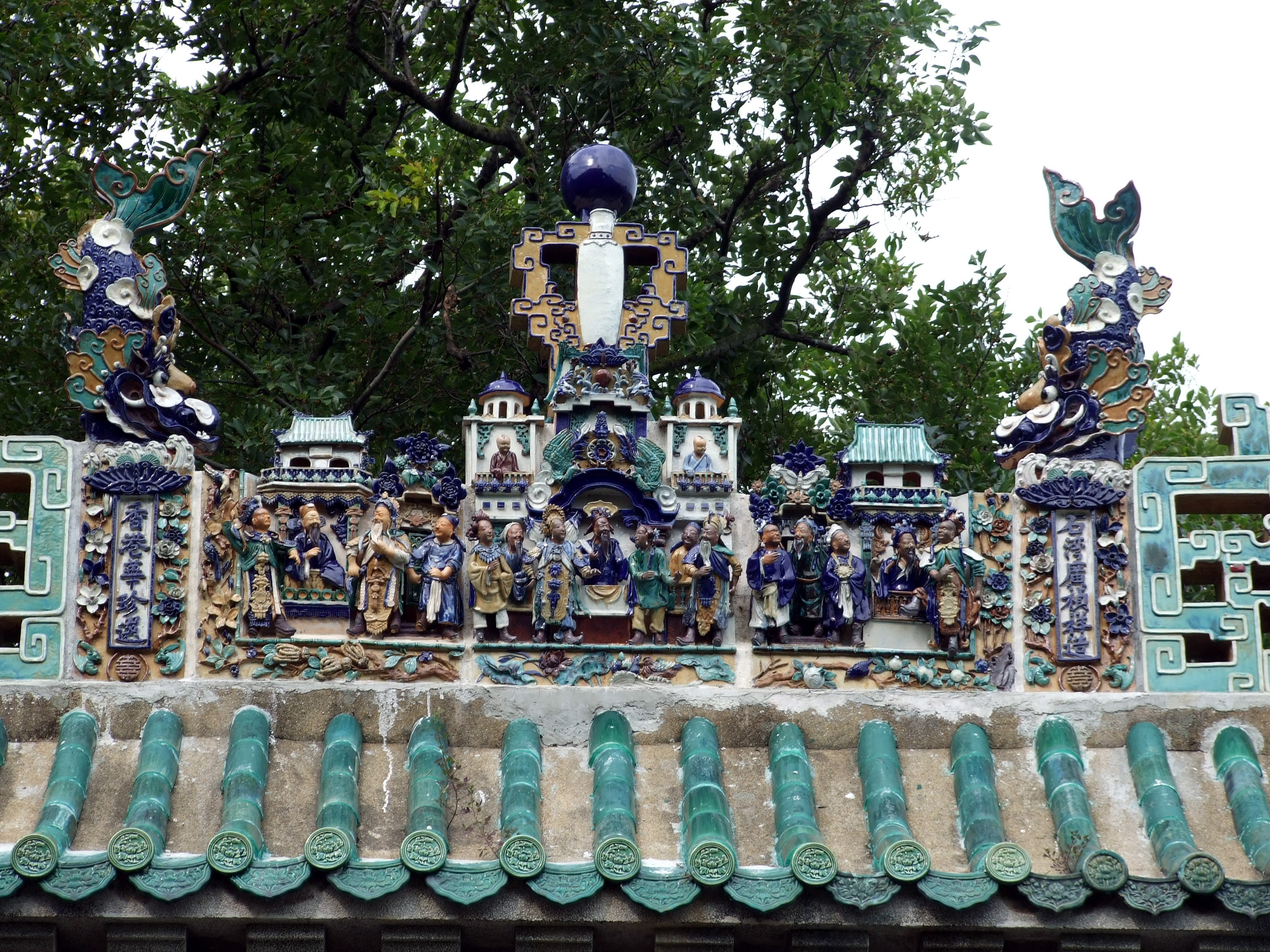
常見於舊建築或廟宇頂的人偶，多出產自石灣

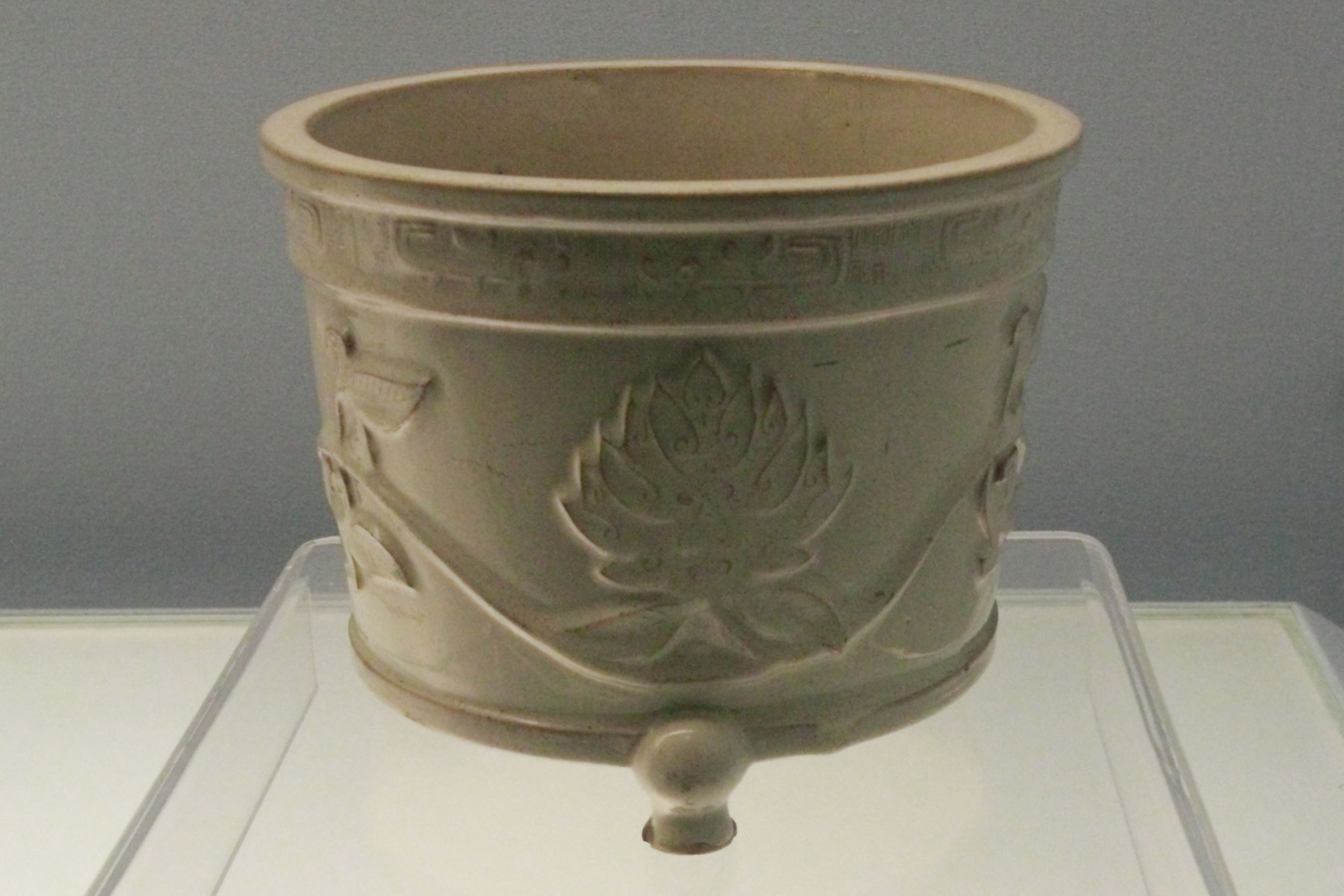
White glazed censer with applied interlaced lotus flowers, Ming
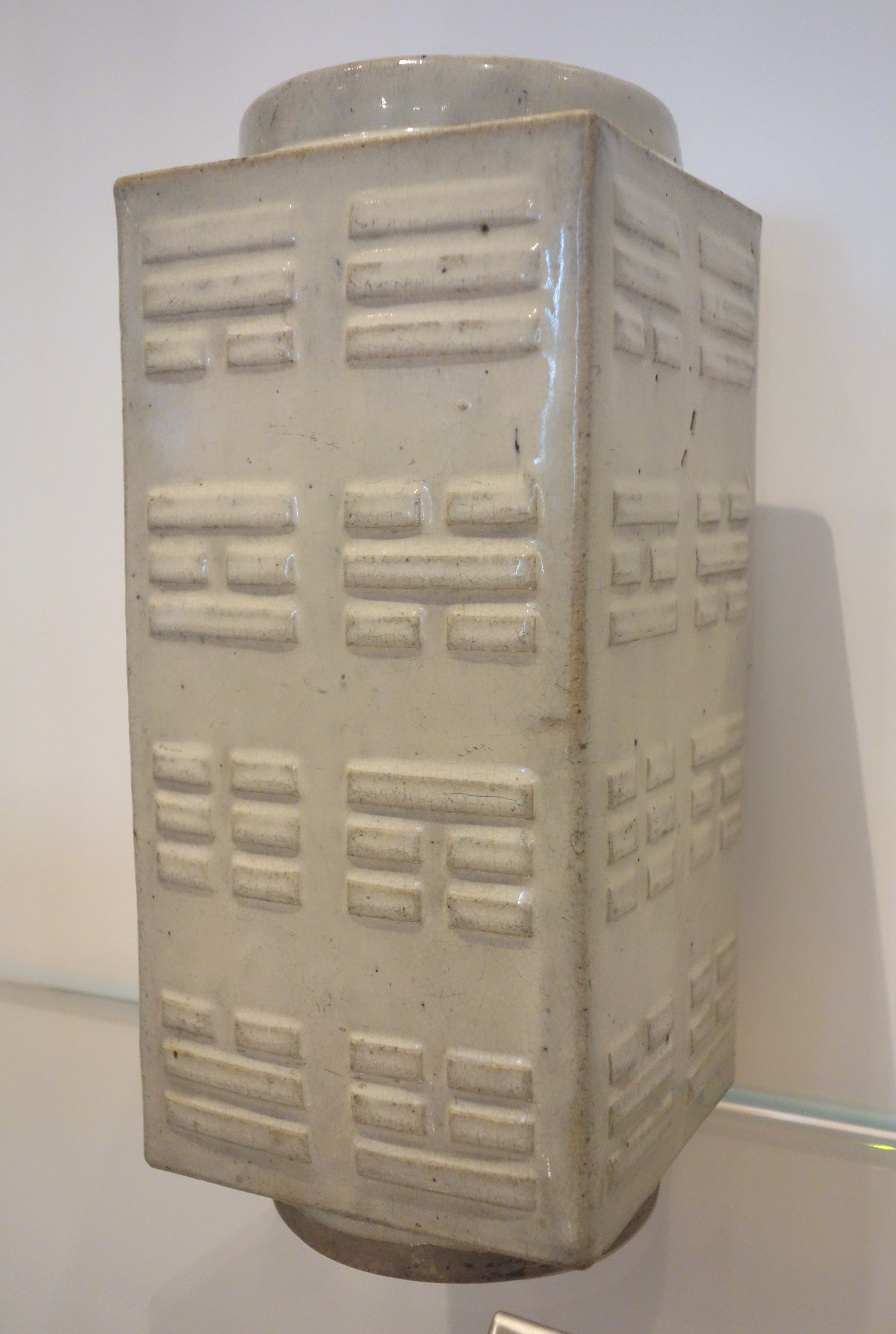
Qing vase, in the shape of ancient jade congs.
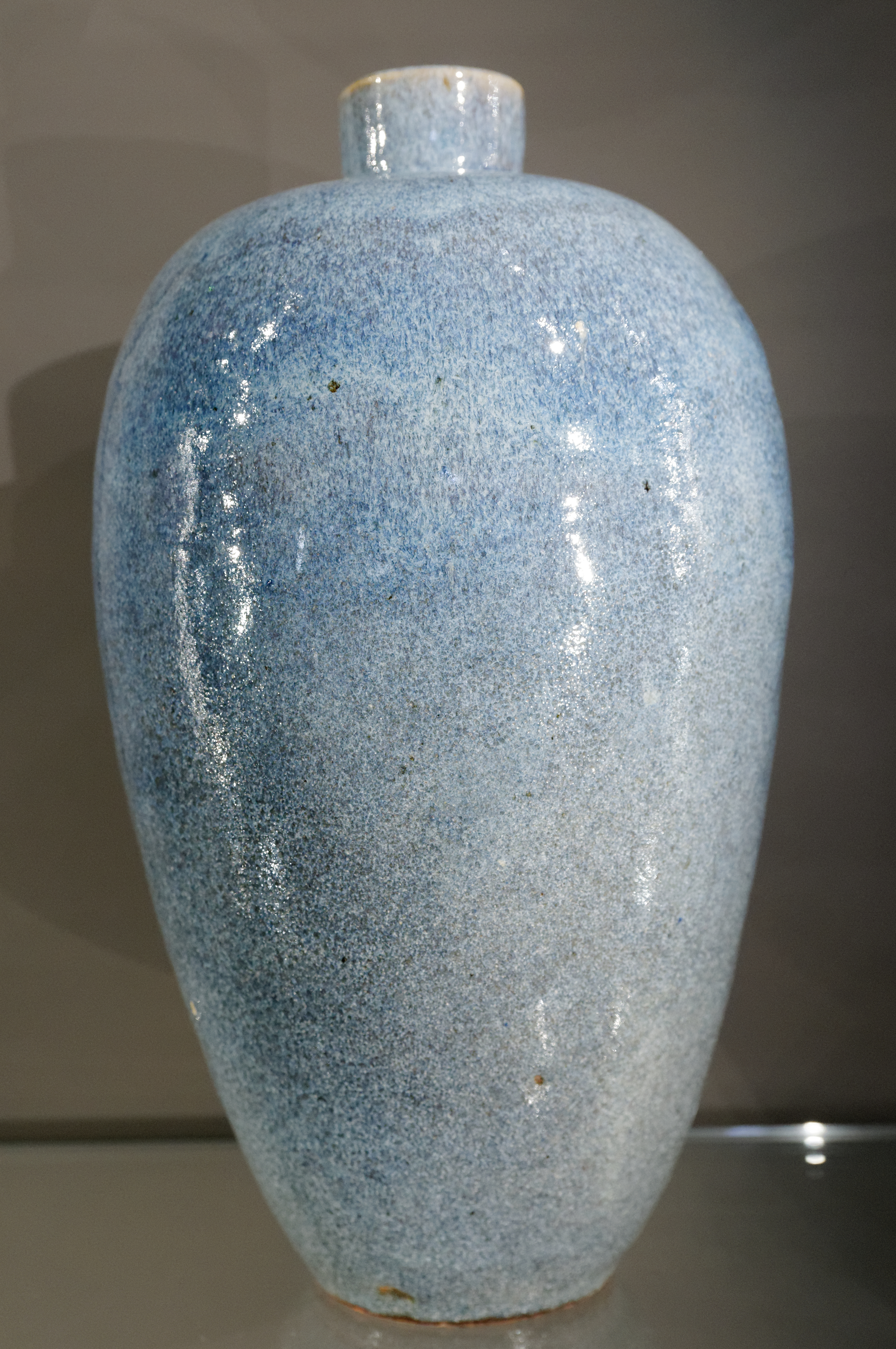
Meiping vase with imitation Jun glaze, 19th century, British Museum
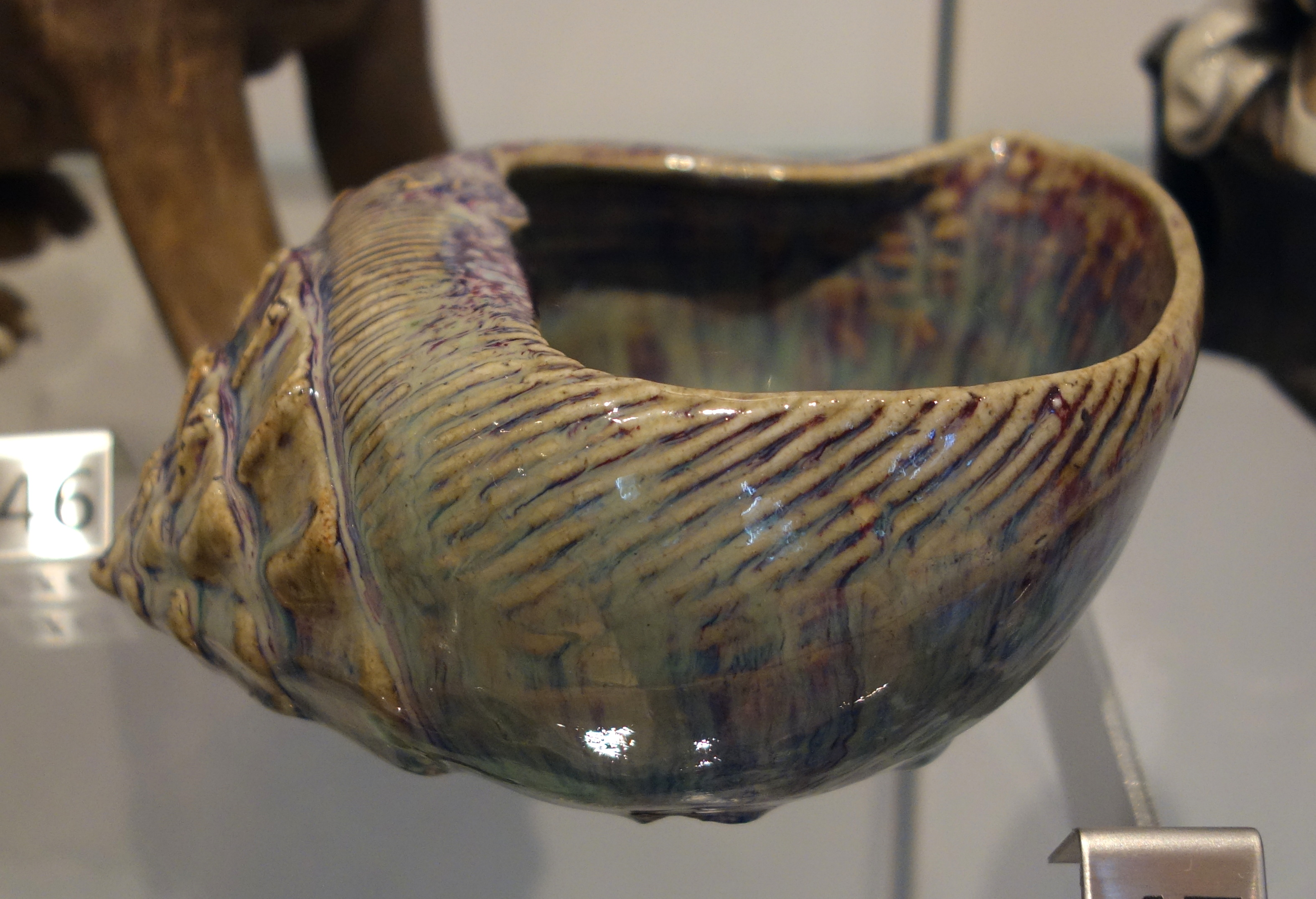
Water pot, 19th century
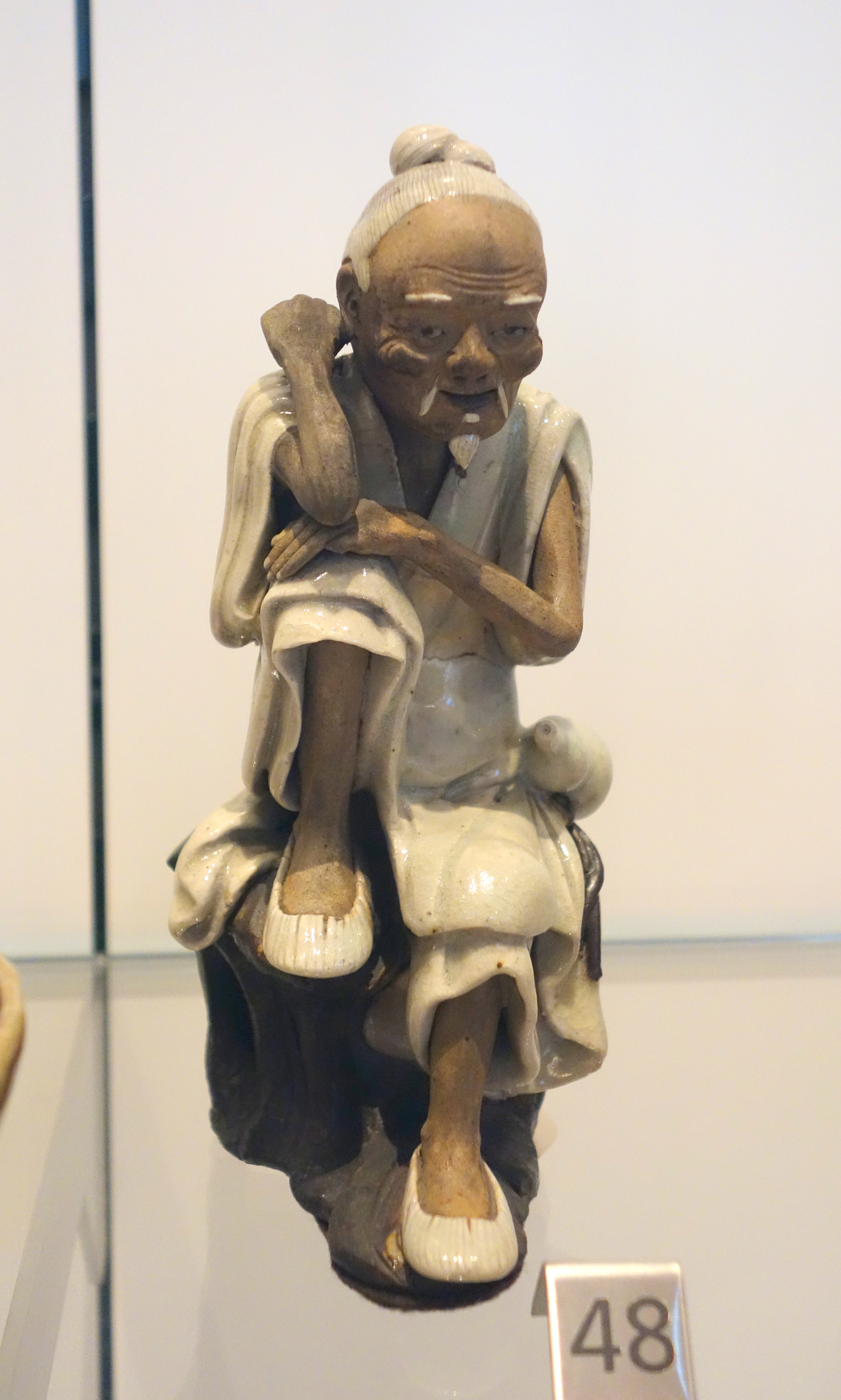
19th-century figure
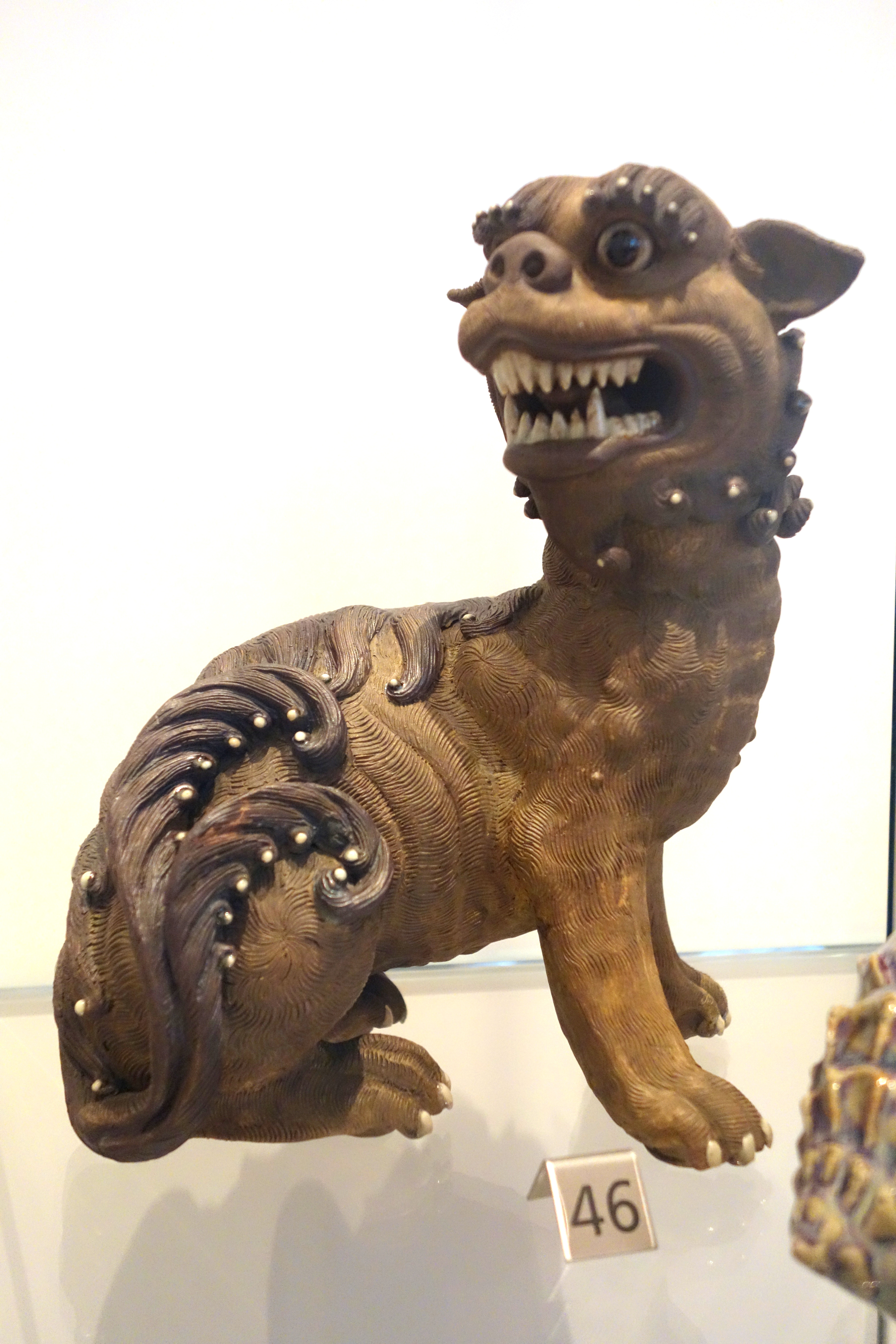
Lion figure, 19th century
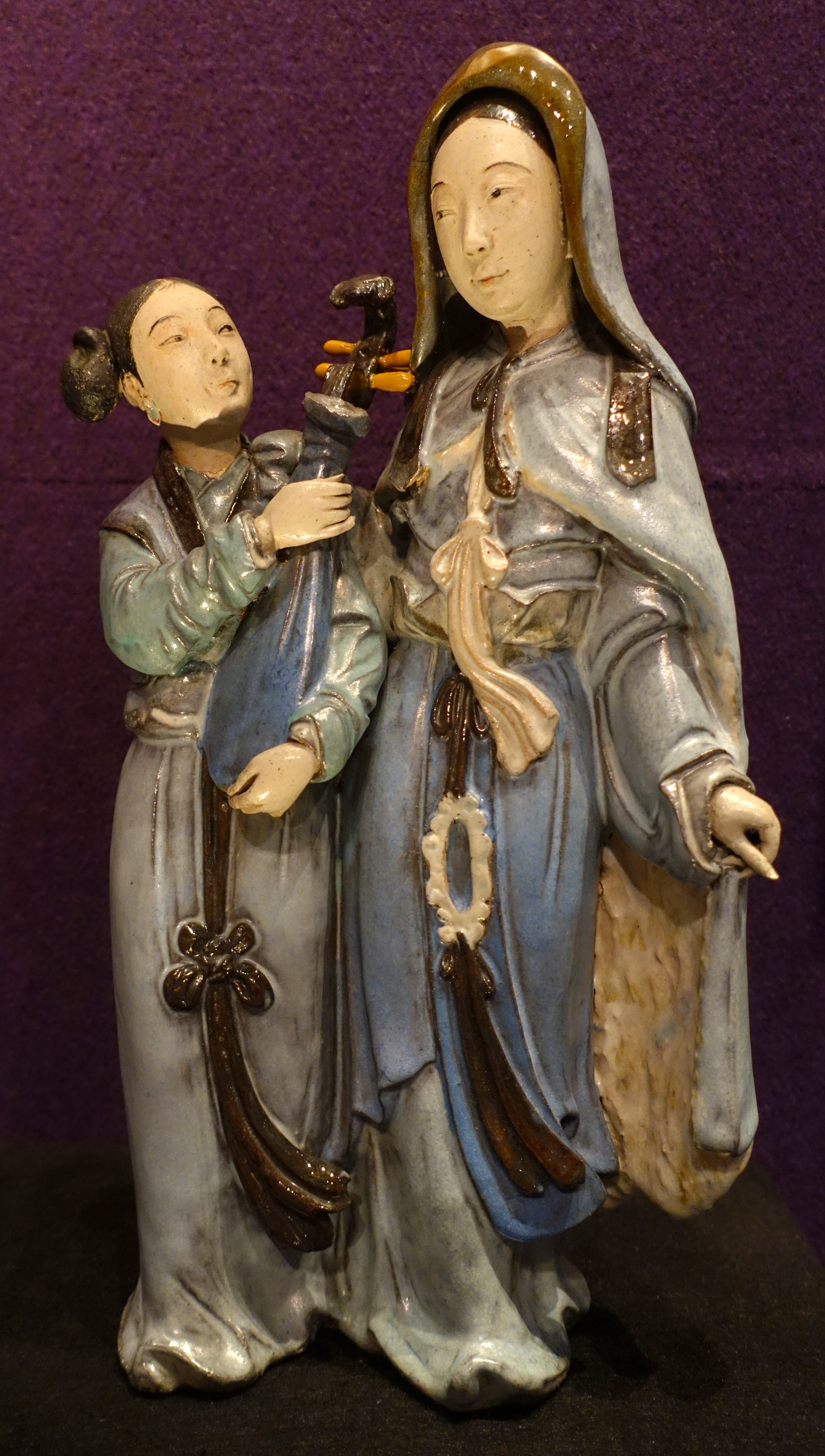
Wang Zhaojun Marrying the Xiongnu Ruler, by Chen Wei Yan (died 1926)

## 地铁车站
- 广佛地铁：季华园站、魁奇路站、澜石站
- 佛山地铁2号线：石湾站、沙岗站、魁奇路站、石梁站、湾华站
- 佛山地铁3号线：亚艺公园站、湾华站

## 另見
- 广窑

## 外部連結
1. ↑  禅城区人民政府门户网. . 禅城区人民政府门户网.   [2022-10-15]. （原始内容存档于2022-10-15）.
2. ↑  . 中华人民共和国国家统计局. 2023 （中文（中国大陆））.[]

- 石湾镇街道办事处 （页面存档备份，存于）